# Robby Behm
Robby Behm (* 9. Dezember 1986 in Stralsund) ist ein deutscher Gewichtheber.
Robby Behm wurde 1986 als Sohn des erfolgreichsten Gewichthebers der DDR, Andreas Behm geboren. Der von seinem Vater trainierte Sportler war wie dieser am Anfang seiner sportlichen Laufbahn für den TSV 1860 Stralsund aktiv. Später wechselte er zum Chemnitzer AC.
Bei der Deutschen Meisterschaft 2005 in Rodewisch gewann Robby Behm bei den Junioren in der Gewichtsklasse bis 94 Kilogramm fünf Medaillen. Dabei stellte er sechs neue persönliche Bestleistungen auf. Er gewann im Stoßen mit 182 kg, im Reißen mit 143 kg und damit auch im Zweikampf mit 325 kg den Meistertitel. Durch seine Leistungen erhielt er in der gemeinsamen Wertung mit den Männern auch Silber im Stoßen und Bronze im Zweikampf.
Ende November 2009 bestritt er den letzten Wettkampf für seinen Stralsunder Verein. Danach musste er längere Zeit pausieren (zwei Knieoperationen im Jahr 2010). Seit Frühjahr 2011 startet er für den Chemnitzer AC.
Nach den Deutschen Meisterschaften in Forst (Baden) am 8. Oktober 2011, bei denen er in den Einzeldisziplinen Reißen und Stoßen sowie im Zweikampf jeweils Platz 2 belegte, wurde Behm für die Weltmeisterschaften 2011 in Paris nominiert. Als Teilnehmer der Weltmeisterschaften 2011 erreichte er am 4. November 2011 in Frankreich Platz 18 im Zweikampf.
Als Mitglied der Bundesliga-Mannschaft des Chemnitzer AC gewann er 2012 das Mannschaftsfinale und wurde mit seinem Team Deutscher Meister.

## Erfolge (Auswahl)
- 2001: Platz 1 (Zweikampf), Platz 1 (Stoßen), Platz 2 (Reißen) bei den Deutschen Meisterschaften[5]
- 2005: Platz 1 (Zweikampf), Platz 1 (Stoßen), Platz 1 (Reißen) bei den Deutschen Meisterschaften
- 2008: Platz 1 (Zweikampf), Platz 1 (Stoßen), Platz 1 (Reißen) bei den Deutschen Meisterschaften
- 2011: Platz 18 (Zweikampf), Platz 19 (Stoßen), Platz 21 (Reißen) bei den Weltmeisterschaften
- 2012: Platz 1 (Zweikampf), Platz 1 (Stoßen), Platz 1 (Reißen) bei den Deutschen Meisterschaften
- 2014: Platz 17 (Zweikampf), Platz 13 (Stoßen), Platz 25 (Reißen) bei den Weltmeisterschaften
- 2015: Platz 4 (Zweikampf), Platz 3 (Stoßen), Platz 4 (Reißen) bei der Deutschen Meisterschaft
- 2015: Platz 15 (Zweikampf), Platz 10 (Stoßen), Platz 25 (Reißen) bei den Weltmeisterschaften